# Urbicus
Urbicus est un aurige ou agitator romain. 
Il est mort à l'âge de 23 ans, 5 mois et 10 jours le jour des ides d'octobre probablement lors d'une course de chars. Urbicus se faisait également appeler Romulus. Nous connaissons ce personnage par une inscription funéraire trouvée près d'Aquilée :
« Ci-gît Urbicus appelé également Romulus qui a vécu 23 ans, 5 mois et 10 jours, il est mort le jour des Ides d'octobre ».

## Source
- Année épigraphique, 1982, n°384